# Tranvia Cusano-Cinisello-Monza
La tranvia Cusano-Cinisello-Monza era una linea tranviaria interurbana che collegò Cusano Milanino a Monza tra il 1890 e il 1918. Inizialmente tale linea faceva parte di un ben più ampio tracciato che proseguiva da Monza fino a Carate, lungo la tranvia Monza-Carate.

## Storia
Gli eventi della linea si intrecciano con quelli della tranvia Monza-Carate e della tranvia interurbana a vapore Milano-Carate/Giussano: la prima era parte integrante della linea (originariamente Cusano-Monza-Carate), mentre la seconda collegava a Milano i capilinea Madonna di Cusano e Carate Brianza, rispettivamente dal 1881 e dal 1886. Un altro collegamento con Milano era già presente, dal 1877, a Monza con una tranvia a cavalli.
La società inglese The Lombardy Road Railways Company Ltd il 31 dicembre 1886 chiese la concessione per la costruzione e l'esercizio di una nuova linea tranviaria da erigere lungo il percorso fra Cusano, Monza, Macherio e Carate.
La linea fu completata nel 1890: il 16 luglio fu aperta la tratta Monza e Macherio, mentre il servizio su tutto il percorso fu avviato il 15 novembre.
Il 28 ottobre 1889 la Lombardy aveva rilevato l'esercizio della Milano-Carate/Giussano, per cui il servizio sulla nuova linea si espletò sulla direttrice Milano Porta Volta-Cusano-Monza-Carate, lungo un percorso alternativo a quello della prima linea. Per quanto riguarda il servizio merci, solo la porzione di tracciato Cusano-Cinisello-Monza fu coperta prevalentemente da tale servizio.
Nel 1913 fu aperta dalla Edison la tranvia Milano-Cinisello la cui stazione terminale cinisellese si attestava a poca distanza da quella della linea Cusano-Monza, offrendo un percorso più breve rispetto a quello offerto dalla Lombardy. La società inglese si era opposta al progetto della Edison e aveva proposto la costruzione di un nuovo impianto a servizio di Cinisello, oltre al rinnovo degli armamenti. La Edison, tuttavia, manifestò l'interesse a rilevare la Cusano-Monza-Carate, proponendo anche la costruzione di un raccordo con la sua linea. La questione fu sospesa a causa del sopraggiungere della prima guerra mondiale.
Proprio a seguito delle difficoltà economiche dovute alla situazione bellica, la Lombardy decise di sospendere il servizio il 1º marzo 1918 su tutta la Cusano-Monza-Carate. La concessione della linea fu ceduta l'anno seguente alla Edison che a sua volta la cedette alla Tramways a Vapore Interprovinciali di Milano, Bergamo e Cremona (TIP). La nuova società riaprì l'esercizio solo sul tronco Monza-Carate, sulla cui soppressione si erano levate le proteste dei comuni da essa serviti.
Il servizio sulla Cusano-Cinisello-Monza invece rimase sospeso, tuttavia l'armamento della linea fu mantenuto per diversi anni e la concessione fu ceduta nel 1924 alla Società Trazione Elettrica Lombarda (STEL). Nell'ambito del rinnovo della Milano-Carate/Giussano, la società lombarda ritenne necessario riattivare un servizio tra Cusano e Milanino. Con il Regio Decreto 1º maggio 1930, n°681, la STEL infatti ottenne la concessione per ricostruire, in trazione elettrica a 600 volt in corrente continua, il tronco fra i due quartieri. Furono quindi rimossi i binari in sede promiscua della vecchia tranvia, mentre la nuova fu posta in sede riservata "marciatram", lungo viale Cooperazione, a nord del percorso originario. Il servizio fu aperto il 15 maggio 1931 e rimase attivo fino al 1999.

## Caratteristiche
La linea era una tranvia interurbana a binario singolo a scartamento ordinario da 1445 mm, lunga circa 9 km. Le rotaie erano di tipo Vignoles da 21 e da 24 kg/m.
La trazione rimase a vapore per tutta la durata di vita della linea. La rimessa delle locomotive era posta presso il capolinea di Monza San Biagio, all'incrocio fra le attuali via Andrea Appiani e via Alessandro Volta.
La Cusano-Milanino, diramazione della Milano-Carate/Giussano anch'essa a binario singolo, era lunga 0,545 km ed elettrificata in corrente continua da 600 volt.

### Percorso
| Unused urban continuation backward |

| Unknown route-map component "uexBHF" |

|  | Unknown route-map component "uexABZgl" | Unknown route-map component "uexCONTfq" |

| Unknown route-map component "uexBHF" |

| Unknown route-map component "uexBHF" |

| Unknown route-map component "uexBHF" |

| Unknown route-map component "uexBHF" |

| Unused urban continuation forward |

La stazione monzese della Lombardy era posta all'incrocio fra le vie Andrea Appiani e Alessandro Volta. L'impianto era dotato di fabbricato viaggiatori, che risulta ancora esistente, e di una rimessa locomotive.
La linea diretta a Cusano scendeva lungo via Appiani, abbandonandola all'incrocio con l'attuale via Felice Cavallotti. La tranvia s'immetteva pertanto lungo questa strada che veniva percorsa completamente fino all'incrocio con viale Lombardia, dove il binario svoltava sulla sinistra. Presso la Cascina Bovati, in San Fruttuoso, era posta una fermata con raddoppio.
Successivamente, la tranvia girava a destra in via Margherita Vizzi. All'altezza della cascina Robecco era posizionato un altro raddoppio.
Dopo via Robecco, la linea percorreva un tratto in sede propria che la portava ad immettersi su via Carducci a Cinisello Balsamo. All'altezza dell'incrocio fra questa strada e via Milano (poi via Libertà), in località Varé, era posto il raddoppio, dotato di rimessa per il materiale rotabile. Nei pressi di quest'impianto si trovava inoltre dal 1913 la stazione capolinea della linea elettrica Milano-Cinisello, gestita dalla Edison.
Superata dunque la via Milano la linea percorreva via Dante raggiungendo il territorio comunale di Cusano proseguendo per le vie Guglielmo Marconi e Unione. All'incrocio di questa strada con la provinciale Valassina avveniva l'immissione con la Milano-Carate/Giussano presso cui era posto il raddoppio di Cusano Bivio, abbandonato negli anni venti dalla STEL a seguito del trasferimento dei binari dalla sede promiscua a quella riservata su marciatram.